# Чжун Мань
Чжун Мань (кит. упр. 仲满, пиньинь Zhòng Mǎn; 29 февраля 1983, Наньтун) — бывший китайский фехтовальщик-саблист, олимпийский чемпион, чемпион Азии. Участник двух Олимпийских игр.

## Карьера
Чжун Мань родился в Наньтуне и на протяжении всей карьеры на внутренних соревнованиях выступал за сборную провинции Цзянсу.
Первые успехи на международной арене к китайскому саблисту пришли в сезоне 2006/07, когда он завоевал бронзу на этапе Кубка мира в Бангкоке. В том же году на домашнем чемпионате Азии завоевал серебряную медаль в личном первенстве. В олимпийском сезоне Чжун Мань стал чемпионом континента, добыл в Варшаве первую в карьере победу на этапе Кубка мира и смог пробиться в олимпийскую сборную на домашние Игры.
В личном первенстве на Олимпиаде Чжун Мань начал соревнования со второго раунда и сразу встретился с представлявшим Таиланд экс-немцем Вирадехом Котны, победив его со счётом 15-7. В третьем раунде китайцу противостоял испанский фехтовальщик Хайме Марти. В равном поединке Чжун Мань смог нанести на один удар больше и победил со счётом 15-14. В четвертьфинальном поединке китаец оказался сильнее итальянца Луиджи Тарантино (15-13), в полуфинале со счётом 15-12 победил француза Жюльена Пийе. В финале ему противостоял еще один представитель Франции Николя Лопес, но китаец победил его 15-9 и стал олимпийским чемпионом. Чжун Мань стал не только первым китайским фехтовальщиком, выигравшим олимпийское золото, но и первым азиатом, ставшим чемпионом в сабельном фехтовании и всего вторым неевропейцем, покорившим это достижение (после кубинца Диаса, чемпиона Игр-1904).
В командном турнире хозяева выступили не столь удачно. В первом раунде их соперником стала сильная сборная России, победившая китайцев 45-36 даже несмотря на то, что Чжун Мань выиграл свой мини-поединок у четырёхкратного олимпийского чемпиона Позднякова со счётом 5-1. Победив в утешительном турнире венгров 45-38 и проиграв белорусам 39-45, китайцы заняли шестое место.
На Играх в Лондоне Чжун Мань начал защиту своего олимпийского титула со второго раунда и в первом поединке в упорной борьбе со счётом 15-14 победил корейца Ким Джон Хвана. Вторым соперником китайца стал венгр Арон Силадьи, который и выиграл со счётом 15-10. Чжун Мань выбыл из борьбы, а Силадьи стал в итоге олимпийским чемпионом. В командном первенстве китайские саблисты вновь выступили не лучшим образом. Они разгромно уступили в первом раунде румынской команде (45-30) и стали шестыми.
После лондонской Олимпиады Чжун Мань завершил спортивную карьеру. В 2017 году включён в зал славы Международной федерации фехтования.